# Muramvya (provincie)
Muramvya is een centraal gelegen provincie van Burundi. De provincie heeft een oppervlakte van net geen 700 km² en telde in 1999 naar schatting een kwart miljoen inwoners. De hoofdstad van de provincie is Muramvya. In 2000 werd de nieuwe provincie Mwaro gevormd door de afsplitsing van Muramvya.

## Grenzen
Als centraal gelegen provincie grenst Muramvya aan vijf andere provincies:
- Kayanza in het noorden.
- Gitega in het oosten.
- Mwaro in het zuiden.
- Bujumbura Rural in het zuidwesten.
- Bubanza in het noordwesten.

## Communes
De provincie bestaat uit vijf gemeenten:
- Bukeye
- Kiganda
- Mbuye

- Muramvya
- Rutegama

Bubanza · Bujumbura Mairie · Bujumbura Rural · Bururi · Cankuzo · Cibitoke · Gitega · Karuzi · Kayanza · Kirundo · Makamba · Muramvya · Muyinga · Mwaro · Ngozi · Rumonge · Rutana · Ruyigi